# Corinna Scholz
Corinna Scholz (* 1. August 1989 in Bernbeuren) ist eine deutsche Curlerin. Sie spielt auf der Position des Skip der Juniorinnen vom Curling Club Füssen.
2004 nahm Scholz an der Curling-Juniorenweltmeisterschaft-B als Third teil. Das Team belegte den fünften Platz. Im Jahr 2007 spielte sie bei den Curling-Europachallenge und belegte den vierten Platz. 
Bei der Curling-Europameisterschaft 2009 in Aberdeen war Scholz als Lead im Team mit Skip Andrea Schöpp, Third Mélanie Robillard, Second Monika Wagner, Alternate Stella Heiß und gewann die Goldmedaille. Die Round Robin hatte das Team als Dritter abgeschlossen. Das Page-Playoff-Spiel gewann man gegen Russland und das Halbfinale gegen Dänemark. Im Finale setzte man sich mit 7:5 gegen die Schweiz durch.
Als Skip im Team des CC Füssen gewann Scholz mit dem Team Lead Angelina Terrey, Second Leah Andrews, Third Martina Linder und Alternate Sina Hiltensberger im Januar 2010 in Prag die Goldmedaille bei der Curling-Juniorenchallenge. Im Finale gewann man gegen Dänemark mit 3:2 Steinen, was gleichzeitig auch die Qualifikation zur Curling-Juniorenweltmeisterschaft bedeutete.
Im Februar 2010 nahm Scholz als Mitglied des deutschen Teams an den Olympischen Winterspielen 2010 in Vancouver (Kanada) teil. Die Mannschaft belegte den sechsten Platz.
Scholz gewann am 28. März 2010 mit dem deutschen Team um Skip Andrea Schöpp die Curling-Weltmeisterschaft. Im kanadischen Swift Current besiegte die deutsche Mannschaft das Team Schottland um Skip Eve Muirhead mit 8:6 Steinen nach Zusatzend.

## Erfolge
- Weltmeisterin 2010
- Europameisterin 2009
- Deutsche Meisterin 2010
- Junioreneuropameisterin 2010